# De Goede Verwachting (Amsterdam)
De Goede Verwachting was een windmolen in Amsterdam, aan de huidige Czaar Peterstraat. De chocolademolen, die is 1801 is gebouwd op het onderste deel van de boormolen die er eerder stond, is in 1906 afgebroken, toen hij al volledig door stadsbebouwing was omringd. De tekening laat de molen zien in 1887, met op de voorgrond de laatste restanten van de stadsmuren. Op de foto van Jacob Olie uit 1891 is te zien hoe de wieken met oude zakken of (dek)zeilen zijn bespannen.

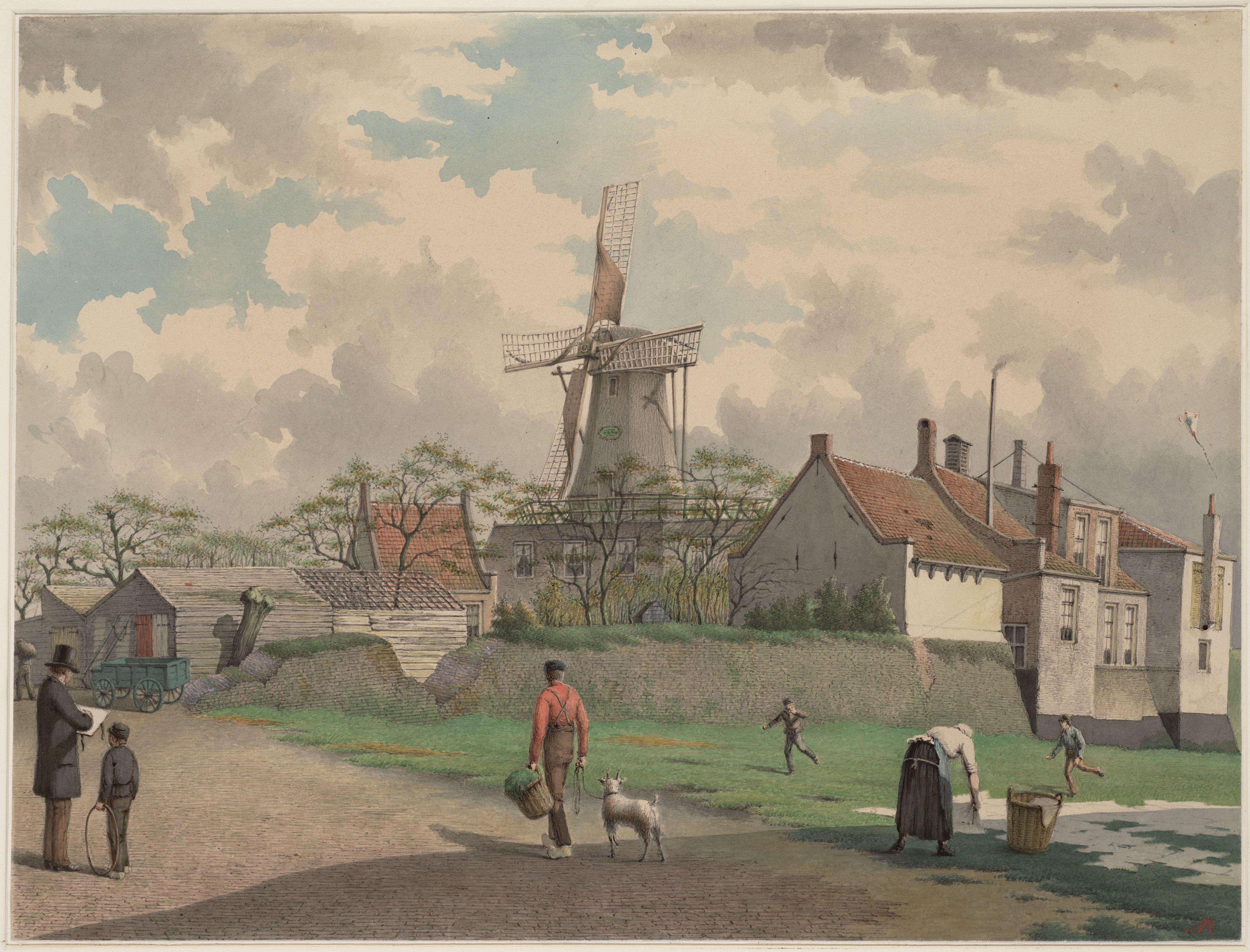
De molen in 1887, gezien van net buiten de voormalige stadsmuren, tekening J.M.A. Rieke (Beeldbank Stadsarchief Amsterdam)